# Olympisch kwalificatietoernooi voetbal 2012 (AFC vrouwen)
Het Olympisch kwalificatietoernooi voetbal 2012 (AFC vrouwen) bepaalt welke twee Aziatische landen zich kwalificeren voor de Olympische Spelen 2012 in Londen.
Australië, China, Japan, Noord-Korea, Zuid-Korea direct geplaatst voor de eindronde van de AFC-kwalificatie.

## Eerste Ronde
De drie groepswinnaars en de nummers twee van groep A en groep C naar de tweede ronde.

### Groep A
Toernooi in Kaohsiung, Taiwan (Chinees Taipei).
| Team           | Gsp | GW | G | V | DV | DT | DS  | Pts |
| -------------- | --- | -- | - | - | -- | -- | --- | --- |
| Vietnam        | 4   | 3  | 1 | 0 | 9  | 2  | +7  | 10  |
| Thailand       | 4   | 3  | 0 | 1 | 10 | 2  | +8  | 9   |
| Chinees Taipei | 4   | 1  | 2 | 1 | 7  | 5  | +2  | 5   |
| Myanmar        | 4   | 1  | 1 | 2 | 2  | 5  | -3  | 4   |
| Hongkong       | 4   | 0  | 0 | 4 | 0  | 14 | -14 | 0   |

|                           |                                                                    |         |          |                                                                                               |
| 18 maart 2011 16:30 UTC+8 | Vietnam                                                            | 4 - 0   | Hongkong | Kaohsiung National Stadium, Kaohsiung Toeschouwers: 157 Scheidsrechter: Maria Piedade Rebello |
| 18 maart 2011 16:30 UTC+8 | Vũ Thị Huyền Linh 13' Nguyễn Thị Muôn 43', 45' Nguyễn Kim Tiến 78' | Verslag |          | Kaohsiung National Stadium, Kaohsiung Toeschouwers: 157 Scheidsrechter: Maria Piedade Rebello |

|                           |                     |         |                  |                                                                                     |
| 18 maart 2011 19:00 UTC+8 | Myanmar             | 1 - 1   | Chinees Taipei   | Kaohsiung National Stadium, Kaohsiung Toeschouwers: 756 Scheidsrechter: Ri Hyang-Ok |
| 18 maart 2011 19:00 UTC+8 | Khin Marlar Tun 55' | Verslag | 47' Yu Hsiu-Chin | Kaohsiung National Stadium, Kaohsiung Toeschouwers: 756 Scheidsrechter: Ri Hyang-Ok |

|                           |                |         |                                                                        |                                                                                     |
| 20 maart 2011 19:00 UTC+8 | Chinees Taipei | 0 - 3   | Thailand                                                               | Kaohsiung National Stadium, Kaohsiung Toeschouwers: 734 Scheidsrechter: Cha Sung Mi |
| 20 maart 2011 19:00 UTC+8 |                | Verslag | 24' Anootsara Maijarern 54' Sunisa Srangthaisong 84' Chidtawan Chawong | Kaohsiung National Stadium, Kaohsiung Toeschouwers: 734 Scheidsrechter: Cha Sung Mi |

|                           |         |         |                                                  |                                                                                            |
| 20 maart 2011 16:30 UTC+8 | Myanmar | 0 - 2   | Vietnam                                          | Kaohsiung National Stadium, Kaohsiung Toeschouwers: 550 Scheidsrechter: Sachiko Yamaghishi |
| 20 maart 2011 16:30 UTC+8 |         | Verslag | 73' (pen.) Nguyễn Thị Muôn 75' Trần Thị Kim Hồng | Kaohsiung National Stadium, Kaohsiung Toeschouwers: 550 Scheidsrechter: Sachiko Yamaghishi |

|                           |                                            |         |         |                                                                                  |
| 22 maart 2011 16:30 UTC+8 | Thailand                                   | 2 - 0   | Myanmar | Kaohsiung National Stadium, Kaohsiung Toeschouwers: 75 Scheidsrechter: Qin Liang |
| 22 maart 2011 16:30 UTC+8 | Chidtawan Chawong 38' Pitsamai Sornsai 71' | Verslag |         | Kaohsiung National Stadium, Kaohsiung Toeschouwers: 75 Scheidsrechter: Qin Liang |

|                           |          |         |                                                                                      |                                                                                               |
| 22 maart 2011 19:00 UTC+8 | Hongkong | 0 - 5   | Chinees Taipei                                                                       | Kaohsiung National Stadium, Kaohsiung Toeschouwers: 437 Scheidsrechter: Maria Piedade Rebello |
| 22 maart 2011 19:00 UTC+8 |          | Verslag | 7' Lee Hsiu-Chin 65' Chen Ying-Hui 80' (pen.), 84' Wang Hsiang-Huei 89' Yu Hsiu-Chin | Kaohsiung National Stadium, Kaohsiung Toeschouwers: 437 Scheidsrechter: Maria Piedade Rebello |

|                           |          |         |                    |                                                                                    |
| 25 maart 2011 16:30 UTC+8 | Hongkong | 0 - 1   | Myanmar            | Kaohsiung National Stadium, Kaohsiung Toeschouwers: 47 Scheidsrechter: Ri Hyang-Ok |
| 25 maart 2011 16:30 UTC+8 |          | Verslag | 76' (e.d.) He Ying | Kaohsiung National Stadium, Kaohsiung Toeschouwers: 47 Scheidsrechter: Ri Hyang-Ok |

|                           |                                             |         |                      |                                                                                           |
| 25 maart 2011 19:00 UTC+8 | Vietnam                                     | 2 - 1   | Thailand             | Kaohsiung National Stadium, Kaohsiung Toeschouwers: 133 Scheidsrechter: Sachiko Yamagishi |
| 25 maart 2011 19:00 UTC+8 | Nguyễn Thị Hòa 53' Lê Thu Thanh Hương 90+2' | Verslag | 1' Chidtawan Chawong | Kaohsiung National Stadium, Kaohsiung Toeschouwers: 133 Scheidsrechter: Sachiko Yamagishi |

|                           |                                                |         |          |                                                                                   |
| 27 maart 2011 16:30 UTC+8 | Thailand                                       | 4 - 0   | Hongkong | Kaohsiung National Stadium, Kaohsiung Toeschouwers: 207 Scheidsrechter: Qin Liang |
| 27 maart 2011 16:30 UTC+8 | Srangthaisong 19' Chawong 48', 50' Sornsai 64' | Verslag |          | Kaohsiung National Stadium, Kaohsiung Toeschouwers: 207 Scheidsrechter: Qin Liang |

|                           |                  |         |             |                                                                                       |
| 27 maart 2011 19:00 UTC+8 | Chinees Taipei   | 1 - 1   | Vietnam     | Kaohsiung National Stadium, Kaohsiung Toeschouwers: 1.047 Scheidsrechter: Cha Sung-Mi |
| 27 maart 2011 19:00 UTC+8 | Tsai Li-Chen 77' | Verslag | 19' Thị Hòa | Kaohsiung National Stadium, Kaohsiung Toeschouwers: 1.047 Scheidsrechter: Cha Sung-Mi |

### Groep B
Toernooi in Dhaka, Bangladesh.
| Team        | Gsp | GW | G | V | DV | DT | DS | Pts |
| ----------- | --- | -- | - | - | -- | -- | -- | --- |
| Oezbekistan | 2   | 1  | 1 | 0 | 4  | 1  | +3 | 4   |
| India       | 2   | 1  | 1 | 0 | 4  | 1  | +3 | 4   |
| Bangladesh  | 2   | 0  | 0 | 2 | 0  | 6  | -6 | 0   |

|                           |            |         |                                   |                                                                                            |
| 18 maart 2011 16:30 UTC+6 | Bangladesh | 0 - 3   | India                             | Bangabandhu National Stadium, Motijheel Toeschouwers: 1.000 Scheidsrechter: Semaksuk Praew |
| 18 maart 2011 16:30 UTC+6 |            | Verslag | 52', 70', 90+2' Ngangom Bala Devi | Bangabandhu National Stadium, Motijheel Toeschouwers: 1.000 Scheidsrechter: Semaksuk Praew |

|                           |                                                                |         |            |                                                                                           |
| 20 maart 2011 16:30 UTC+6 | Oezbekistan                                                    | 3 - 0   | Bangladesh | Bangabandhu National Stadium, Motijheel Toeschouwers: 800 Scheidsrechter: Mai Hoang Trang |
| 20 maart 2011 16:30 UTC+6 | Aziza Ermatova 64' Makhliyo Sarikova 74' Lyudmila Karachik 89' | Verslag |            | Bangabandhu National Stadium, Motijheel Toeschouwers: 800 Scheidsrechter: Mai Hoang Trang |

|                           |                         |         |                     |                                                                                               |
| 22 maart 2011 16:30 UTC+6 | India                   | 1 - 1   | Oezbekistan         | Bangabandhu National Stadium, Motijheel Toeschouwers: 1.000 Scheidsrechter: Pannipar Kamnueng |
| 22 maart 2011 16:30 UTC+6 | Thongam Tababi Devi 71' | Verslag | 79' Riskieva Kamola | Bangabandhu National Stadium, Motijheel Toeschouwers: 1.000 Scheidsrechter: Pannipar Kamnueng |

Beslissingswedstrijd
|                          |                 |         |                                                                                            | |
| 23 maart 2011 7:00 UTC+6 | India           | 1 - 5   | Oezbekistan                                                                                | Birshrestha Sipahi Mohammad Mostafa Stadium, Dhaka Toeschouwers: 100 Scheidsrechter: Semaksuk Praew |
| 23 maart 2011 7:00 UTC+6 | Bembem Devi 41' | Verslag | 57', 60' Lagutkina Elena 72' Karachik Lyudmila 75' Turdiboeva Feruza 77' Sarikova Makhliyo | Birshrestha Sipahi Mohammad Mostafa Stadium, Dhaka Toeschouwers: 100 Scheidsrechter: Semaksuk Praew |

### Groep C
Toernooi in Zarka, Jordanië.
| Team      | Gsp | GW | G | V | DV | DT | DS  | Pts |
| --------- | --- | -- | - | - | -- | -- | --- | --- |
| Iran      | 3   | 2  | 1 | 0 | 7  | 1  | +6  | 7   |
| Jordanië  | 3   | 1  | 2 | 0 | 8  | 2  | +6  | 5   |
| Bahrein   | 3   | 0  | 2 | 1 | 2  | 4  | -2  | 2   |
| Palestina | 3   | 0  | 1 | 2 | 1  | 11 | -10 | 1   |

 Qatar trok zich terug.
|                          |           |         |                                |                                                                                     |
| 8 maart 2011 13:30 UTC+2 | Palestina | 0 - 4   | Iran                           | Prince Mohammed Stadium, Zarka Toeschouwers: 60 Scheidsrechter: Abirami Apbai Naidu |
| 8 maart 2011 13:30 UTC+2 |           | Verslag | 3', 13', 55' Rahimi 31' Karimi | Prince Mohammed Stadium, Zarka Toeschouwers: 60 Scheidsrechter: Abirami Apbai Naidu |

|                          |                 |         |              |                                                                            |
| 8 maart 2011 18:00 UTC+2 | Jordanië        | 1 - 1   | Bahrein      | Prince Mohammed Stadium, Zarka Toeschouwers: 160 Scheidsrechter: Nami Sato |
| 8 maart 2011 18:00 UTC+2 | S. Khraisat 34' | Verslag | 2' Alhashimi | Prince Mohammed Stadium, Zarka Toeschouwers: 160 Scheidsrechter: Nami Sato |

|                           |                |         |            |                                                                               |
| 10 maart 2011 18:00 UTC+2 | Iran           | 1 - 1   | Jordanië   | Prince Mohammed Stadium, Zarka Toeschouwers: 200 Scheidsrechter: Kim Sook-Hee |
| 10 maart 2011 18:00 UTC+2 | Hatamnejad 55' | Verslag | 24' Jbarah | Prince Mohammed Stadium, Zarka Toeschouwers: 200 Scheidsrechter: Kim Sook-Hee |

|                           |             |         |            |                                                                             |
| 10 maart 2011 13:30 UTC+2 | Palestina   | 1 - 1   | Bahrein    | Prince Mohammed Stadium, Zarka Toeschouwers: 50 Scheidsrechter: Ri Hong-Sil |
| 10 maart 2011 13:30 UTC+2 | N. Owda 17' | Verslag | 20' Yaaqob | Prince Mohammed Stadium, Zarka Toeschouwers: 50 Scheidsrechter: Ri Hong-Sil |

|                           |                                                            |         |           |                                                                               |
| 12 maart 2011 18:00 UTC+2 | Jordanië                                                   | 6 - 0   | Palestina | Prince Mohammed Stadium, Zarka Toeschouwers: 200 Scheidsrechter: Kim Sook-Hee |
| 12 maart 2011 18:00 UTC+2 | Jbarah 3', 32' Alnaber 6' Al Azab 21', 51' Al Hyasat 90+2' | Verslag |           | Prince Mohammed Stadium, Zarka Toeschouwers: 200 Scheidsrechter: Kim Sook-Hee |

|                           |         |         |                |                                                                           |
| 12 maart 2011 13:30 UTC+2 | Bahrein | 0 - 2   | Iran           | Prince Mohammed Stadium, Zarka Toeschouwers: 60 Scheidsrechter: Nami Sato |
| 12 maart 2011 13:30 UTC+2 |         | Verslag | 8', 70' Rahimi | Prince Mohammed Stadium, Zarka Toeschouwers: 60 Scheidsrechter: Nami Sato |

## Tweede ronde
De groepswinnaar naar de eindronde van de AFC-kwalificatie.
Toernooi in Amman, Jordanië.
| Team        | Gsp | GW | G | V | DV | DT | DS  | Pts |
| ----------- | --- | -- | - | - | -- | -- | --- | --- |
| Thailand    | 4   | 3  | 1 | 0 | 18 | 4  | +14 | 10  |
| Oezbekistan | 4   | 3  | 0 | 1 | 9  | 6  | +3  | 9   |
| Vietnam     | 4   | 2  | 1 | 1 | 8  | 5  | +3  | 7   |
| Jordanië    | 4   | 1  | 0 | 3 | 3  | 11 | -8  | 3   |
| Iran        | 4   | 0  | 0 | 4 | 0  | 12 | -12 | 0   |

|                         |             |       |                                                 |                                                                               |
| 3 juni 2011 16:00 UTC+2 | Oezbekistan | 1 - 5 | Thailand                                        | Amman International Stadium, Amman Toeschouwers: 100 Scheidsrechter: Wang Jia |
| 3 juni 2011 16:00 UTC+2 | Sarikova 5' |       | 14', 45' Sornsai 26' Sung-Ngoen 34', 71' Romyen | Amman International Stadium, Amman Toeschouwers: 100 Scheidsrechter: Wang Jia |

|                         |          |                        |      |                                    |
| 3 juni 2011 19:00 UTC+2 | Jordanië | 3 - 0 (reglementair) 1 | Iran | Amman International Stadium, Amman |
| 3 juni 2011 19:00 UTC+2 |          |                        |      | Amman International Stadium, Amman |

|                         |      |                        |         |                              |
| 5 juni 2011 16:00 UTC+2 | Iran | 0 - 3 (reglementair) 1 | Vietnam | King Abdullah Stadium, Amman |
| 5 juni 2011 16:00 UTC+2 |      |                        |         | King Abdullah Stadium, Amman |

|                         |          |                             |             |                                                                             |
| 5 juni 2011 19:00 UTC+2 | Jordanië | 0 - 3                       | Oezbekistan | King Abdullah Stadium, Amman Toeschouwers: 500 Scheidsrechter: Kim Sook-Hee |
| 5 juni 2011 19:00 UTC+2 |          | 76' Feruza 78', 81'Sarikova |             | King Abdullah Stadium, Amman Toeschouwers: 500 Scheidsrechter: Kim Sook-Hee |

|                         |             |       |          |                                                                                      |
| 7 juni 2011 19:00 UTC+2 | Vietnam     | 1 - 0 | Jordanië | Amman International Stadium, Amman Toeschouwers: 400 Scheidsrechter: Rita Binti Gani |
| 7 juni 2011 19:00 UTC+2 | Thị Hòa 67' |       |          | Amman International Stadium, Amman Toeschouwers: 400 Scheidsrechter: Rita Binti Gani |

|                         |          |                        |      |                                    |
| 7 juni 2011 16:00 UTC+2 | Thailand | 3 - 0 (reglementair) 1 | Iran | Amman International Stadium, Amman |
| 7 juni 2011 16:00 UTC+2 |          |                        |      | Amman International Stadium, Amman |

|                          |                                                                                 |      |          |                                                                               |
| 10 juni 2011 19:00 UTC+2 | Thailand                                                                        | 7 -0 | Jordanië | Amman International Stadium, Amman Toeschouwers: 400 Scheidsrechter: Wang Jia |
| 10 juni 2011 19:00 UTC+2 | Boothduang 19' Phaikhet 33' Seesraum 36' Sornsai 40' Dangda 49' Romyen 64', 75' |      |          | Amman International Stadium, Amman Toeschouwers: 400 Scheidsrechter: Wang Jia |

|                          |                   |       |                |                                                                                    |
| 10 juni 2011 16:00 UTC+2 | Oezbekistan       | 2 - 1 | Vietnam        | Amman International Stadium, Amman Toeschouwers: 200 Scheidsrechter: Abirami Naidu |
| 10 juni 2011 16:00 UTC+2 | Sarikova 36', 69' |       | 90+4' Thị Muôn | Amman International Stadium, Amman Toeschouwers: 200 Scheidsrechter: Abirami Naidu |

|                          |      |                        |             |                              |
| 12 juni 2011 16:00 UTC+2 | Iran | 0 - 3 (reglementair) 1 | Oezbekistan | King Abdullah Stadium, Amman |
| 12 juni 2011 16:00 UTC+2 |      |                        |             | King Abdullah Stadium, Amman |

|                          |                                            |       |                                                  |                                                                                  |
| 12 juni 2011 19:00 UTC+2 | Vietnam                                    | 3 - 3 | Thailand                                         | King Abdullah Stadium, Amman Toeschouwers: 200 Scheidsrechter: Yamagishi Sachiko |
| 12 juni 2011 19:00 UTC+2 | Thị Thương 8' Thị Muôn 12' Thanh Hương 37' |       | 18' (e.d.) Hải Hòa 25' Sung-Ngoen 84' Boothduang | King Abdullah Stadium, Amman Toeschouwers: 200 Scheidsrechter: Yamagishi Sachiko |

1 De Iraanse overheid verbood haar speelsters hun hoofddoek af te doen tijdens de wedstrijd omdat de reglementen van de FIFA zeggen dat spelers geen religieuze of politieke uitlatingen mogen doen. Jordanië, Vietnam, Thailand en Oezbekistan kregen een reglementaire 3-0-overwinning.

## Eindronde
Toernooi in Jinan, China.
| Team        | Gsp | GW | G | V | DV | DT | DS  | Pts |
| ----------- | --- | -- | - | - | -- | -- | --- | --- |
| Japan       | 5   | 4  | 1 | 0 | 8  | 2  | +6  | 13  |
| Noord-Korea | 5   | 3  | 2 | 0 | 10 | 3  | +7  | 11  |
| Australië   | 5   | 3  | 0 | 2 | 8  | 4  | +4  | 9   |
| China       | 5   | 1  | 2 | 2 | 2  | 2  | 0   | 5   |
| Zuid-Korea  | 5   | 1  | 1 | 3 | 7  | 7  | 0   | 4   |
| Thailand    | 5   | 0  | 0 | 5 | 1  | 18 | -17 | 0   |

|                              |                                               |         |          |                                                                                        |
| 1 september 2011 15:30 UTC+8 | Japan                                         | 3 - 0   | Thailand | Shandong Provincial Stadium, Jinan Toeschouwers: 1.231 Scheidsrechter: Mai Hoàng Trang |
| 1 september 2011 15:30 UTC+8 | Kawasumi 61' Tanaka 75' Kunupatham 90' (e.d.) | Verslag |          | Shandong Provincial Stadium, Jinan Toeschouwers: 1.231 Scheidsrechter: Mai Hoàng Trang |

|                              |                  |         |           |                                                                                               |
| 1 september 2011 15:30 UTC+8 | Noord-Korea      | 1 - 0   | Australië | Jinan Olympic Sports Center, Jinan Toeschouwers: 800 Scheidsrechter: Alexandros Dimitropoulos |
| 1 september 2011 15:30 UTC+8 | Kim Su-Gyong 10' | Verslag |           | Jinan Olympic Sports Center, Jinan Toeschouwers: 800 Scheidsrechter: Alexandros Dimitropoulos |

|                              |         |       |            |                                                                                      |
| 1 september 2011 19:00 UTC+8 | China   | 0 - 0 | Zuid-Korea | Jinan Olympic Sports Center, Jinan Toeschouwers: 8.000 Scheidsrechter: Albon Teodora |
| 1 september 2011 19:00 UTC+8 | Verslag |       |            | Jinan Olympic Sports Center, Jinan Toeschouwers: 8.000 Scheidsrechter: Albon Teodora |

|                              |                                                   |         |               |                                                                                          |
| 3 september 2011 15:30 UTC+8 | Australië                                         | 5 - 1   | Thailand      | Jinan Olympic Sports Center, Jinan Toeschouwers: 200 Scheidsrechter: Silvia Tea Spinelli |
| 3 september 2011 15:30 UTC+8 | Simon 13' Heyman 15', 34' Butt 45' Van Egmond 58' | Verslag | 59' Taneekarn | Jinan Olympic Sports Center, Jinan Toeschouwers: 200 Scheidsrechter: Silvia Tea Spinelli |

|                              |         |       |             |                                                                                         |
| 3 september 2011 19:00 UTC+8 | China   | 0 - 0 | Noord-Korea | Shandong Provincial Stadium, Jinan Toeschouwers: 10.000 Scheidsrechter: Monzul Kateryna |
| 3 september 2011 19:00 UTC+8 | Verslag |       |             | Shandong Provincial Stadium, Jinan Toeschouwers: 10.000 Scheidsrechter: Monzul Kateryna |

|                              |               |         |                          |                                                                                                   |
| 3 september 2011 19:00 UTC+8 | Zuid-Korea    | 1 - 2   | Japan                    | Jinan Olympic Sports Center, Jinan Toeschouwers: 1.172 Scheidsrechter: Christina Westrum Pedersen |
| 3 september 2011 19:00 UTC+8 | Ji So-Yun 30' | Verslag | 10' Sakaguchi 45+1' Ohno | Jinan Olympic Sports Center, Jinan Toeschouwers: 1.172 Scheidsrechter: Christina Westrum Pedersen |

|                              |                                        |         |                                                |                                                                                    |
| 5 september 2011 15:30 UTC+8 | Zuid-Korea                             | 2 - 3   | Noord-Korea                                    | Jinan Olympic Sports Center, Jinan Toeschouwers: 417 Scheidsrechter: Albon Teodora |
| 5 september 2011 15:30 UTC+8 | Lee Hyun-young 5' Jo Yun-Mi 62' (e.d.) | Verslag | 9' Ra Un-Sim 28'Choe Mi-Gyong 57'Hwang Song-Mi | Jinan Olympic Sports Center, Jinan Toeschouwers: 417 Scheidsrechter: Albon Teodora |

|                              |              |         |           |                                                                                       |
| 5 september 2011 15:30 UTC+8 | Japan        | 1 - 0   | Australië | Shandong Provincial Stadium, Jinan Toeschouwers: 1.000 Scheidsrechter: Mitsi Efthalia |
| 5 september 2011 15:30 UTC+8 | Kawasumi 62' | Verslag |           | Shandong Provincial Stadium, Jinan Toeschouwers: 1.000 Scheidsrechter: Mitsi Efthalia |

|                              |          |         |                        |                                                                                        |
| 5 september 2011 19:00 UTC+8 | Thailand | 0 - 2   | China                  | Shandong Provincial Stadium, Jinan Toeschouwers: 7.160 Scheidsrechter: Mai Hoàng Trang |
| 5 september 2011 19:00 UTC+8 |          | Verslag | 40' You Jia 80'Xu Yuan | Shandong Provincial Stadium, Jinan Toeschouwers: 7.160 Scheidsrechter: Mai Hoàng Trang |

|                              |          |         |                                                      |                                                                                      |
| 8 september 2011 15:30 UTC+8 | Thailand | 0 - 3   | Zuid-Korea                                           | Jinan Olympic Sports Center, Jinan Toeschouwers: 771 Scheidsrechter: Monzul Kateryna |
| 8 september 2011 15:30 UTC+8 |          | Verslag | 10' Jung Seol-Bin 56' Yoo Young-A 82' Lee Hyun-Young | Jinan Olympic Sports Center, Jinan Toeschouwers: 771 Scheidsrechter: Monzul Kateryna |

|                              |                  |         |                        |                                                                                                   |
| 8 september 2011 15:30 UTC+8 | Noord-Korea      | 1 - 1   | Japan                  | Shandong Provincial Stadium, Jinan Toeschouwers: 1.274 Scheidsrechter: Christina Westrum Pedersen |
| 8 september 2011 15:30 UTC+8 | Kim Jo-Ran 90+2' | Verslag | 83' (e.d.) Kim Nam-Hui | Shandong Provincial Stadium, Jinan Toeschouwers: 1.274 Scheidsrechter: Christina Westrum Pedersen |

|                              |                |         |       | |
| 8 september 2011 19:00 UTC+8 | Australië      | 1 - 0   | China | Jinan Olympic Sports Center, Jinan Toeschouwers: 10.167 Scheidsrechter: Heikkinen Katja Maria Kirsi |
| 8 september 2011 19:00 UTC+8 | Van Egmond 61' | Verslag |       | Jinan Olympic Sports Center, Jinan Toeschouwers: 10.167 Scheidsrechter: Heikkinen Katja Maria Kirsi |

|                               |          |         |                                                                   |                                                                                      |
| 11 september 2011 15:30 UTC+8 | Thailand | 0 - 5   | Noord-Korea                                                       | Jinan Olympic Sports Center, Jinan Toeschouwers: 555 Scheidsrechter: Mai Hoàng Trang |
| 11 september 2011 15:30 UTC+8 |          | Verslag | 30' Choe Mi-Gyong 35'Yun Song-Mi 50', 70'Ra Un-Sim 56' Kim Un-Hwa | Jinan Olympic Sports Center, Jinan Toeschouwers: 555 Scheidsrechter: Mai Hoàng Trang |

|                               |                  |         |                      |                                                                                     |
| 11 september 2011 15:30 UTC+8 | Zuid-Korea       | 1 - 2   | Australië            | Shandong Provincial Stadium, Jinan Toeschouwers: 765 Scheidsrechter: Mitsi Efthalia |
| 11 september 2011 15:30 UTC+8 | Kwon Hah-Nul 27' | Verslag | 62' De Vanna 76'Butt | Shandong Provincial Stadium, Jinan Toeschouwers: 765 Scheidsrechter: Mitsi Efthalia |

|                               |            |         |       |                                                                                            |
| 11 september 2011 19:00 UTC+8 | Japan      | 1 - 0   | China | Jinan Olympic Sports Center, Jinan Toeschouwers: 7.890 Scheidsrechter: Silvia Tea Spinelli |
| 11 september 2011 19:00 UTC+8 | Tanaka 57' | Verslag |       | Jinan Olympic Sports Center, Jinan Toeschouwers: 7.890 Scheidsrechter: Silvia Tea Spinelli |